# Jeremy Corbyn
Jeremy Bernard Corbyn (sinh ngày 26 tháng 5 năm 1949)  là một chính trị gia Anh làm Lãnh đạo Công đảng Anh và Lãnh đạo Phe đối lập từ năm 2015. Ông là thành viên Quốc hội đại diện cho Islington North từ năm 1983.
Theo lý tưởng, Corbyn xác định là một người theo đường lối xã hội dân chủ. Ông ủng hộ việc cắt giảm thắt lưng buộc bụng cho các dịch vụ công và phúc lợi xã hội được thực hiện từ năm 2010, và đề xuất tái hợp hóa các tiện ích công cộng và đường sắt. Một chiến dịch chống chiến tranh và chống lại hạt nhân từ khi còn trẻ, ông ủng hộ rộng rãi chính sách đối ngoại không can thiệp và giải trừ hạt nhân đơn phương.
Corbyn bắt đầu sự nghiệp của mình với cương vị đại diện cho các nghiệp đoàn khác nhau. Sự nghiệp chính trị của ông bắt đầu khi ông được bầu vào Hội đồng Haringey năm 1974; sau đó ông trở thành Bí thư Công đảng khu vực bầu cử Hornsey, và tiếp tục giữ vai trò cho đến khi bầu cử cho Islington North. Với tư cách là một nghị sĩ ngồi hàng ghế sau, ông được biết đến vì chủ nghĩa hoạt động và nổi loạn, thường xuyên bỏ phiếu chống lại roi lao động, bao gồm cả khi đảng cầm quyền dưới quyền Tony Blair và Gordon Brown. Corbyn cũng là chủ tịch quốc gia của Liên minh Chấm dứt Chiến tranh từ năm 2011 đến năm 2015.
Corbyn tuyên bố ứng cử viên của mình cho lãnh đạo Lao động sau thất bại của Lao động trong cuộc tổng tuyển cử năm 2015 và sự từ chức của Ed Miliband. Mặc dù đã tham gia vào cuộc đua lãnh đạo với tư cách là ứng cử viên ngựa đen và chỉ có 35 đề cử từ các nghị sĩ lao động của đảng được đưa vào cuộc bỏ phiếu, Corbyn nhanh chóng trở thành ứng cử viên hàng đầu và được bầu làm lãnh đạo vào tháng 9 năm 2015 với một phiếu bầu vòng 1 59,5%.
Sau khi cuộc trưng cầu dân ý vào tháng 6 năm 2016 đã dẫn đến việc bỏ phiếu cho Liên minh Châu Âu, các Nghị sĩ Lao động đã bỏ phiếu bất tín nhiệm đối với Corbyn bằng 172 phiếu xuống 40 sau khi hai phần ba chính phủ lập sẵn của phe đối lập của Corbyn từ chức. Trong cuộc thi lãnh đạo tháng 9 năm 2016, Corbyn giữ lại sự lãnh đạo của đảng với tỷ lệ phiếu bầu tăng lên 61,8%. Trong cuộc tổng tuyển cử năm 2017, Công đảng (dưới quyền của Corbyn) lại hoàn thành cuộc diễu hành lớn thứ hai trong Quốc hội, nhưng đã tăng tỷ lệ phiếu phổ thông lên 40%, dẫn đến lợi ích ròng lên đến 30 ghế và quốc hội treo cổ. Đây là lần đầu tiên Công đảng đạt được lợi nhuận ròng kể từ năm 1997, và tỷ lệ phiếu bầu của đảng tăng 9,6% là lớn nhất trong một cuộc tổng tuyển cử duy nhất kể từ năm 1945.